# Anschau
Anschau là một xã thuộc thuộc huyện Mayen-Koblenz, phía tây nước Đức. Xã Anschau có diện tích 5,15 km², dân số thời điểm ngày 31 tháng 12 năm 2006 là 284 người.